# Synagogue d'Angers
La synagogue d'Angers, ancienne église Saint-Laurent d'Angers, est un édifice religieux israélite situé à Angers (Maine-et-Loire), dans la Doutre, rue Gay-Lussac.

## L'église Saint-Laurent
L'église Saint-Laurent fut fondée en 1073. En 1576, l'église était déjà ruinée, même si la nef était encore accessible.
L'église a toujours été une chapelle cémétériale dépendant du Ronceray. Plusieurs fois le chapelain a cherché à acquérir des droits paroissiaux, ce qui lui a toujours été fermement refusé.
En ruine pendant plus de quatre siècles, l'édifice est protégé au titre des monuments historiques classement par arrêté du 5 novembre 1965.

## Fondation de la synagogue
Propriété de la ville d'Angers, l'église désaffectée et ruinée servit de lieu de stockage de produits d'entretien jusque 2012. La municipalité décida de réhabiliter les vestiges et de les mettre à la disposition de l'Association culturelle et cultuelle israélite de Maine-et-Loire. Le 7 avril 2013, la synagogue a été inaugurée, ainsi que les nouveaux locaux de la communauté d'Angers et le centre communautaire.
Sur une stèle commémorative apposée sur le mur extérieur de la synagogue, sont inscrits les noms de 320 juifs angevins déportés.